# Протести проти будівництва акумуляторного заводу під Берестям

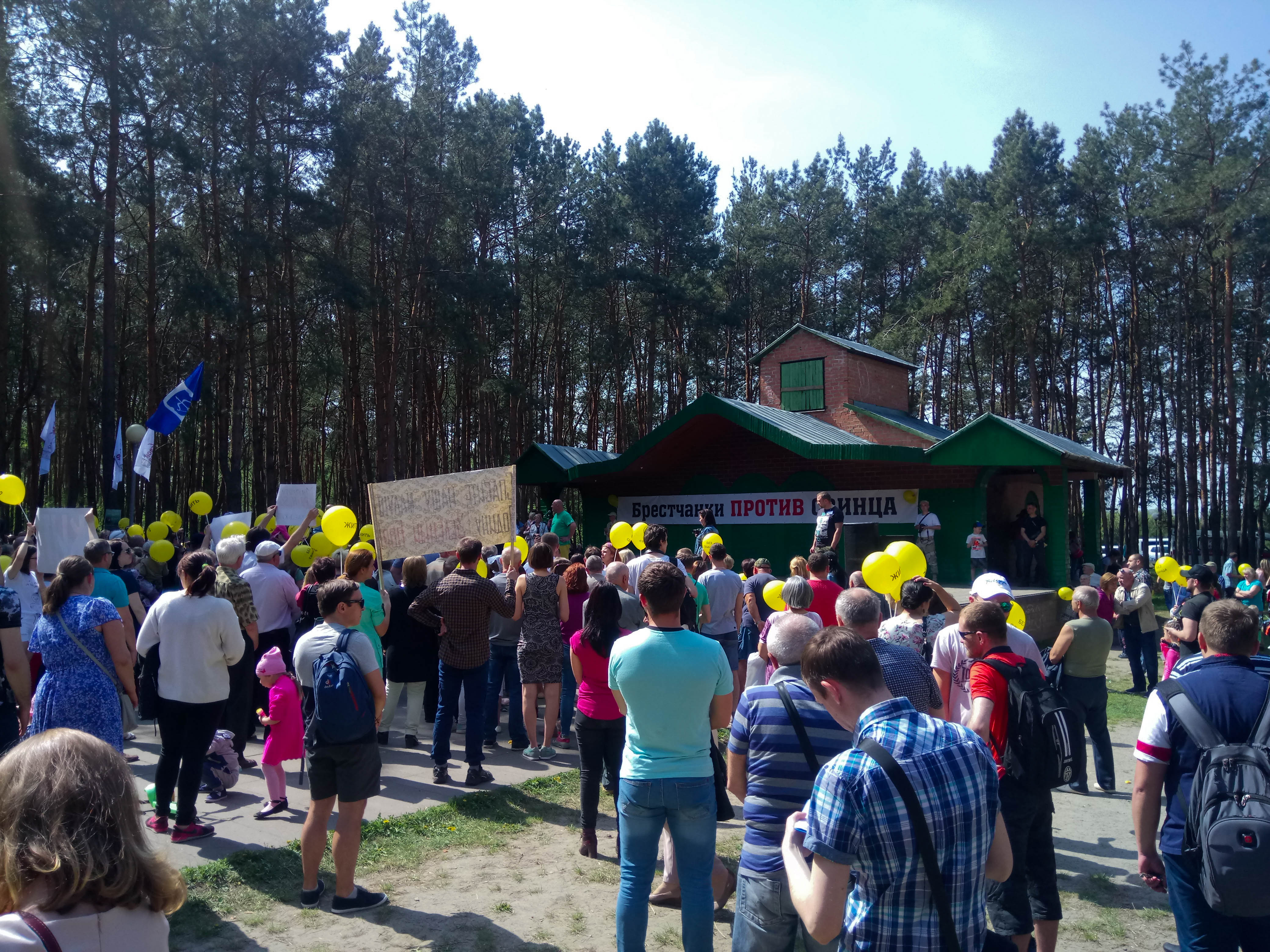
Великий мітинг в квітні 2018

Протести проти будівництва акумуляторного заводу під Берестям почалися в січні 2018, вони спричинені недовірою частини громадян до офіційної інформації про викиди свинцю та вплив заводу на екологію. З лютого того ж року протестувальники щотижня збираються на площі Леніна в Бересті, щоб "погодувати голубів" (несанкціоновані зібрання людей в Білорусі заборонені). Таким чином вони висловлюють мовчазну незгоду. 
Акумуляторний завод будує компанія АйПавер біля сіл Хаби, Шебрин та Тельми 2 за 3,6 км від Берестя. Підрядником будівництва є китайське ТОВ "Аньхойська зовнішньоекономічна будівельна корпорація". Початково його запуск було заплановано на серпень 2018, проте кілька разів переносили. За цей час АйПавер змінила генерального проєктувальника і переробила проєкт самого заводу.
17 і 26 квітня 2019 року обласний природоохоронний комітет Берестейського облвиконкому взяв проби і провів вимірювання викидів. У протоколах зафіксовано перевищення нормативів по 5 з 38 складників забруднюючих речовин у атмосферне повітря. Берестейський обласний комітет природних ресурсів і охорони довкілля почав адміністративний процес за фактом викидів за ст. 15.48 Адміністративного кодексу Білорусі.
Влада застосовує тиск на учасників протестів: їх затримують і штрафують за участь у несанкціонованих зібраннях.